# Alef (album)
Alef è il primo album in studio del gruppo musicale jazz d'avanguardia statunitense Masada, contenente 11 delle 205 composizioni del loro primo libro di composizioni. Fu pubblicato il 1º novembre 1994 dalla DIW Records in Giappone.

## Tracce
Musiche di John Zorn.
1. Jair (53° composizione) – 4:53
2. Bith Aneth (69° composizione) – 6:24
3. Tzofeh (79° composizione) – 5:13
4. Ashnah (51° composizione) – 6:20
5. Tahah (75° composizione) – 5:40
6. Kanah (49° composizione) – 7:26
7. Delin (60° composizione) – 1:54
8. Janohah (78° composizione) – 9:40
9. Zebdi (37° composizione) – 2:45
10. Idalah-Abal (42° composizione) – 6:15
11. Zelah (41° composizione) – 3:48

Durata totale: 60:18

## Formazione
- John Zorn – sassofono contralto
- Dave Douglas – tromba
- Greg Cohen – contrabbasso
- Joey Baron – batteria